# うらじろまんじゅう

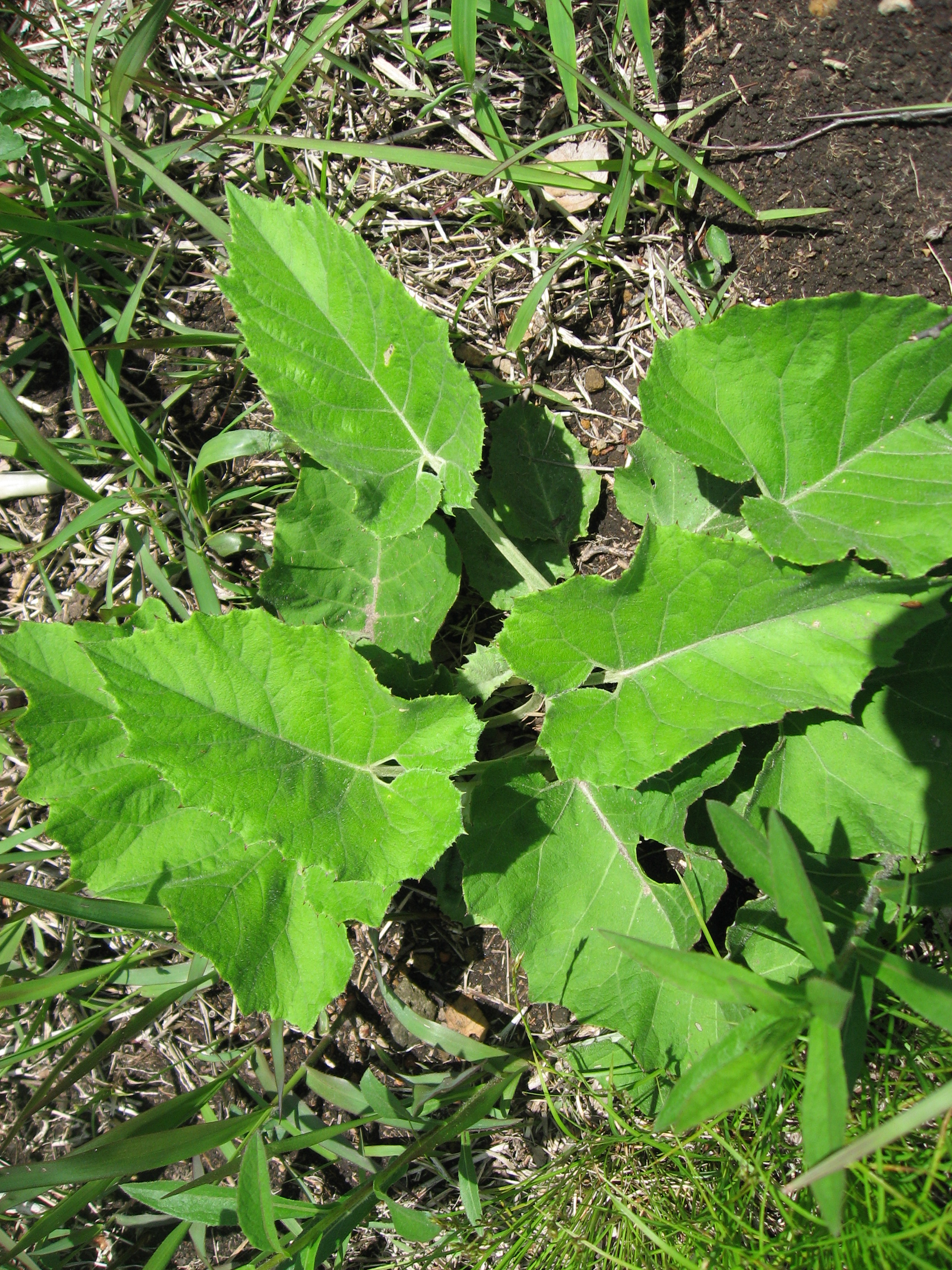
材料の一つであるオヤマボクチの葉

うらじろまんじゅうは、山梨県甲州市や上野原市に伝承されている郷土料理。オヤマボクチの葉を用いた饅頭である。

## 概要
長野県飯山市の富倉そばと同じように、甲州市大和地域でほうとうのつなぎとして使われていたオヤマボクチの葉の茸毛をまんじゅうとして作られたのが始まりである。かつてはオヤマボクチの葉に小麦粉、もろこし粉などを混ぜた「うらじろだんご」がひな祭りなどで食べられていた。
道の駅甲斐大和では、オヤマボクチの葉が使われた「ざるうらじろ麺」を食べることが出来る。

## 語源
甲州市大和町では、練りこまれているオヤマボクチは、葉の裏側が茸毛によって白く見えるので「裏白」と呼ばれた。シダ植物のウラジロとは何の関係性もない。

## 作り方
オヤマボクチの葉を収穫、1日以内に水洗いをして灰汁を抜く。
ふかしたもち米をついた餅に、上新粉を水で練って作られた生地と灰汁抜きされた葉を臼などでつく。
もちをあんこで包む。